# Chemillé-sur-Indrois
Chemillé-sur-Indrois és un municipi francès, situat al departament de l'Indre i Loira i a la regió de Centre – Vall del Loira. L'any 2007 tenia 216 habitants.

## Demografia

### Població
El 2007 la població de fet de Chemillé-sur-Indrois era de 216 persones. Hi havia 100 famílies, de les quals 32 eren unipersonals (20 homes vivint sols i 12 dones vivint soles), 28 parelles sense fills, 32 parelles amb fills i 8 famílies monoparentals amb fills.
La població ha evolucionat segons el següent gràfic:
Habitants censats

### Habitatges
El 2007 hi havia 158 habitatges, 99 eren l'habitatge principal de la família, 47 eren segones residències i 12 estaven desocupats. 144 eren cases i 2 eren apartaments. Dels 99 habitatges principals, 65 estaven ocupats pels seus propietaris, 25 estaven llogats i ocupats pels llogaters i 9 estaven cedits a títol gratuït; 5 tenien dues cambres, 15 en tenien tres, 25 en tenien quatre i 54 en tenien cinc o més. 81 habitatges disposaven pel capbaix d'una plaça de pàrquing. A 43 habitatges hi havia un automòbil i a 46 n'hi havia dos o més.

### Piràmide de població
La piràmide de població per edats i sexe el 2009 era:
| Homes | Edats   | Dones |
| ----- | ------- | ----- |
| 0     | 95 o +  | 0     |
| 0     | 90 a 94 | 4     |
| 0     | 85 a 89 | 0     |
| 0     | 80 a 84 | 0     |
| 0     | 75 a 79 | 4     |
| 8     | 70 a 74 | 4     |
| 8     | 65 a 69 | 8     |
| 16    | 60 a 64 | 16    |
| 4     | 55 a 59 | 4     |
| 4     | 50 a 54 | 8     |
| 8     | 45 a 49 | 4     |
| 8     | 40 a 44 | 4     |
| 12    | 35 a 39 | 20    |
| 0     | 30 a 34 | 4     |
| 0     | 25 a 29 | 0     |
| 0     | 20 a 24 | 4     |
| 0     | 15 a 19 | 4     |
| 4     | 10 a 14 | 8     |
| 4     | 5 a 9   | 4     |
| 4     | 0 a 4   | 0     |

## Economia
El 2007 la població en edat de treballar era de 136 persones, 102 eren actives i 34 eren inactives. De les 102 persones actives 97 estaven ocupades (54 homes i 43 dones) i 6 estaven aturades (2 homes i 4 dones). De les 34 persones inactives 15 estaven jubilades, 8 estaven estudiant i 11 estaven classificades com a «altres inactius».

### Ingressos
El 2009 a Chemillé-sur-Indrois hi havia 105 unitats fiscals que integraven 233 persones, la mediana anual d'ingressos fiscals per persona era de 17.658 €.

### Activitats econòmiques
Dels 13 establiments que hi havia el 2007, 2 eren d'empreses de construcció, 2 d'empreses de comerç i reparació d'automòbils, 4 d'empreses d'hostatgeria i restauració, 1 d'una empresa d'informació i comunicació, 1 d'una empresa financera i 3 d'empreses de serveis.
Dels 4 establiments de servei als particulars que hi havia el 2009, 1 era un paleta, 1 guixaire pintor i 2 restaurants.
L'any 2000 a Chemillé-sur-Indrois hi havia 17 explotacions agrícoles que ocupaven un total de 999 hectàrees.

## Poblacions més properes
El següent diagrama mostra les poblacions més properes.